# Margarita Chernoúsova
Margarita Serguéyevna Chernoúsova –en ruso, Маргарита Сергеевна Черноусова– (nacida Margarita Lomova, Novokuznetsk, 24 de marzo de 1996) es una deportista rusa que compite en tiro, en la modalidad de pistola. Está casada con el tirador Artiom Chernoúsov.
En los Juegos Europeos de Minsk 2019 consiguió una medalla de oro en la prueba de pistola 50 m mixto. Ganó dos medallas en el Campeonato Europeo de Tiro, en los años 2018 y 2019.

## Palmarés internacional
| Juegos Europeos    | Juegos Europeos     | Juegos Europeos | Juegos Europeos    |
| Año                | Lugar               | Medalla         | Prueba             |
| ------------------ | ------------------- | --------------- | ------------------ |
| 2019               | Minsk (Bielorrusia) | Medalla de oro  | Pistola 50 m mixto |
| Campeonato Europeo |                     |                 |                    |
| Año                | Lugar               | Medalla         | Prueba             |
| 2018               | Győr (Hungría)      | Medalla de oro  | Pistola 10 m mixto |
| 2019               | Lonato (Italia)     | Medalla de oro  | Pistola 50 m mixto |